# C-Maler

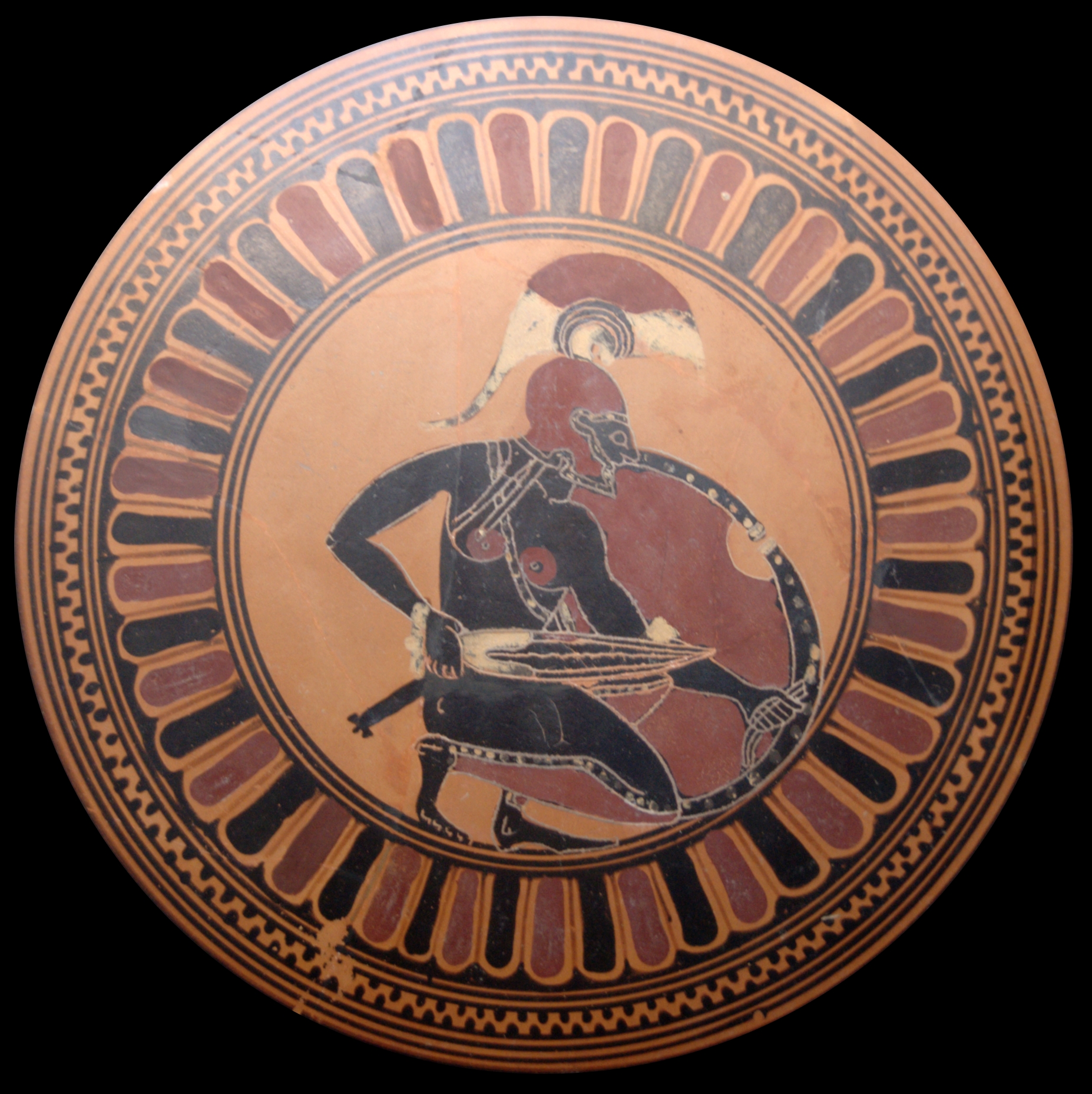
Innenseite einer Siana-Schale: ein kniender Krieger mit gezücktem Schwert – möglicherweise der Troilos auflauernde Achill, um 560 v. Chr.

Der C-Maler war einer der bedeutendsten attischen-schwarzfigurigen Vasenmaler. Seine Werke werden etwa in den Zeitraum zwischen 575 und 555 v. Chr. datiert.
Seinen Notnamen bekam der C-Maler vom Archäologen John D. Beazley. Das C steht für Corinthianising, korinthisierend. Er steht in der Nachfolge der Komasten-Gruppe und bemalt noch einige ältere Gefäßformen, die auch diese Gruppe nutzte, darunter Lekanen, Dreifusskothone und Skyphoi. Andere Gefäße, wie Lekythen mit ausgeprägten Schultern gehören nicht mehr der früheren typischen Lekythenform des „Deianeira“-Typus an, obwohl der Typus in anderen gleichzeitigen Werkstätten noch Bestand hat. Der C-Maler bemalt als erster attischer Maler Schalen ohne abgesetzter Lippe, der Knopfhenkel-Schale.

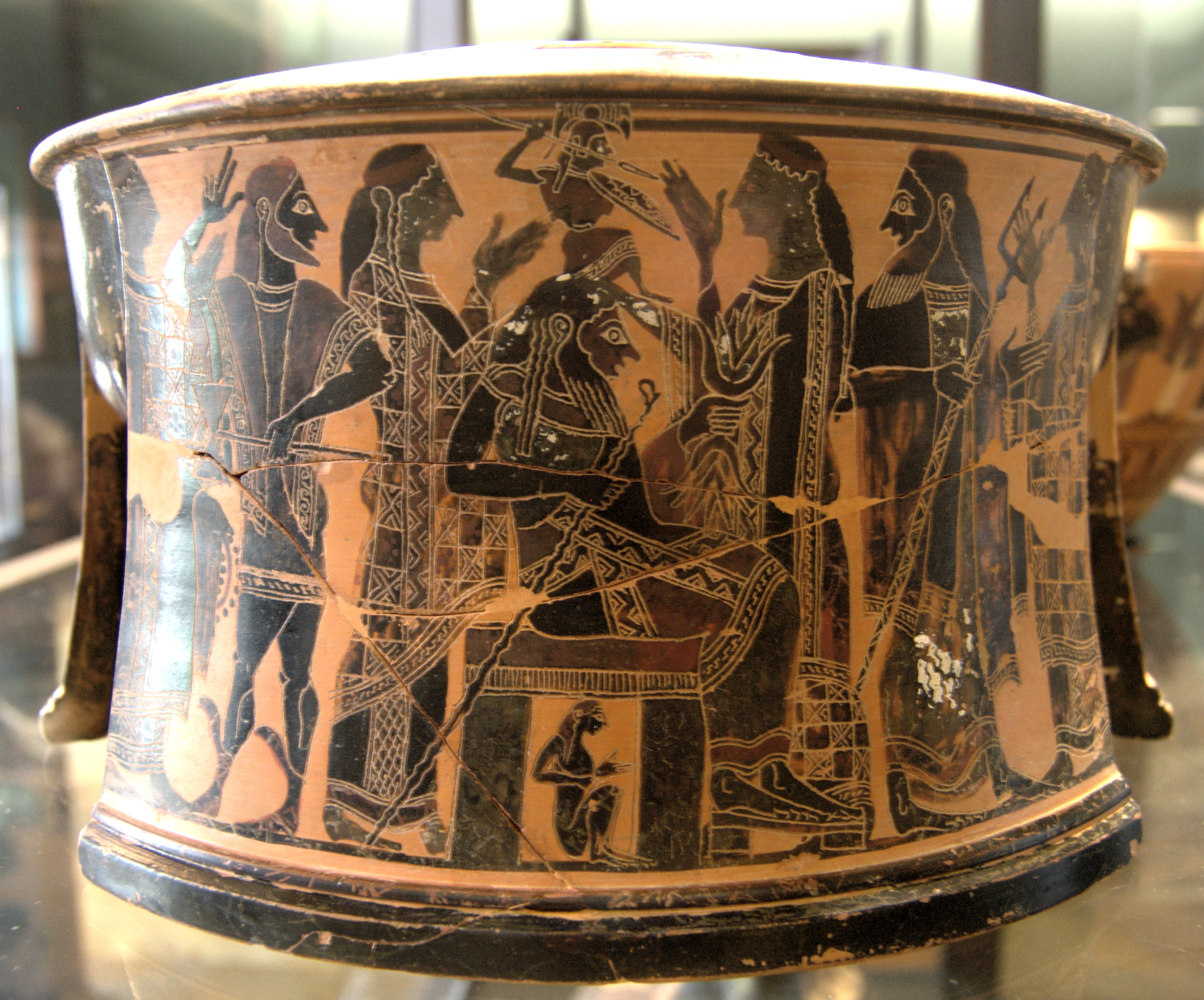
Die Geburt der Athene, Exaleiptron, um 570/60 v. Chr.

Wie sein Notname schon nahelegt, orientierte sich der C-Maler an korinthischen Vorbildern. Er malte Krieger im Zweikampf, Reiter, Symposiasten und Komasten. Er verwendete Deckweiß für Details wie es in der korinthischen Malerei üblich war, benutzte dazu aber die attische Technik: die Farbe wurde auf die schwarze Farbe aufgetragen und nicht in Umrisszeichnung wiedergegeben. Mit seinen mythologischen Bildern hob er sich jedoch schon von den korinthischen Vorbildern ab. Er zeigte sie in längeren Friesen, die an Bilder des Gorgo-Maler oder Kleitias erinnern. Seine Figuren zeichnete er sorgfältig, oftmals mit einem etwas großen Kopf. Sie wirken recht kraftvoll. Ein besonderes Charakteristikum seiner Bilder sind Tierköpfe, die er als Schildzeichen malt.
Besonders bedeutend sind seine Leistungen als Siana-Schalen-Maler. Er gilt als der früheste, beste und damit bedeutendste Maler dieser Vasengattung. Wahrscheinlich gegen Ende der Karriere wurden in seiner Werkstatt Schalen produziert, die an spätere Randschalen erinnern. Als qualitätsvollste Arbeit gilt der Deckel einer Lekanis, die sich heute in Neapel befindet. Es ist die früheste Darstellung, die den Tod des Astyanax zeigt. Auf einer Vase des Malers findet sich der Rest einer Inschrift: …eiron epoie. Somit liegt nahe, dass der Maler den Namen Cheiron oder Pheiron trug.